# Porcupine Creek (Bighorn River)
Der Porcupine Creek ist ein etwa 47 km langer, rechter Nebenfluss des Bighorn River in den US-Bundesstaaten Wyoming und Montana.

## Verlauf
Der Porcupine Creek entspringt an der Nordflanke des Bald Mountain am Hauptkamm der Bighorn Mountains im Nordosten des Big Horn County im Norden Wyomings, etwa 30 km östlich von Kane und 30 km nördlich von Shell auf einer Höhe von etwa 2820 m. Von dort fließt er in nordwestliche Richtung mit starkem Gefälle durch den Bighorn National Forest, fließt nördlich des Medicine Mountain nach Westen und erhält einige kleinere Nebenflüsse. Der Fluss fällt über die 43 m hohen Porcupine Falls hinab und verläuft schluchtartig durch die westlichen Ausläufer der Bighorn Mountains. Er verlässt den Bighorn National Forest, wendet sich nach Norden und erhält mit Deer Creek und Trout Creek von rechts seine längsten Nebenflüsse. Mit Überqueren der Grenze zu Montana erreicht der Porcupine Creek das Big Horn County sowie die Bighorn Canyon National Recreation Area und fließt im weiteren Verlauf durch den Devil Canyon nach Westen. Nach rund 47 km mündet der Fluss auf einer Höhe von 1110 m im Bighorn Canyon in den hier zum Bighorn Lake aufgestauten Bighorn River.

## Hydrologie
Der Porcupine Creek ist als Nebenfluss des Bighorn River Teil des Einzugsgebietes des Yellowstone River, der über Missouri und Mississippi in den Golf von Mexiko entwässert. Das Einzugsgebiet des Porcupine Creek umfasst ein Areal von etwa 406 km² und grenzt an die Einzugsgebiete von Big Bull Elk Creek und Black Canyon Creek im Norden, Lodge Grass Creek und Little Bighorn River im Osten sowie Crystal Creek und Five Springs Creek im Süden. Der mittlere Abfluss am Pegel an der Grenze beträgt 1,56 m³/s, die größten Abflüsse finden sich in den Monaten Mai und Juni.

## Belege
1. 1 2 3 4 5  Porcupine Creek (Bighorn River). In: Geographic Names Information System. United States Geological Survey, United States Department of the Interior (englisch).
2. ↑  Porcupine Falls, Wyoming, United States. In: World Waterfall Database. Abgerufen am 24. März 2025 (englisch).
3. ↑  USGS 06286270 PORCUPINE CREEK NEAR LOVELL, WY. Abgerufen am 24. März 2025.